# Гражданская война: Инициатива
Гражданская война: Инициатива (англ. Civil War: The Initiative) — название комиксного сюжета-кроссовера, а также изданного Marvel Comics одиночного выпуска комикса, начавшего этот сюжет. Эпилог к сюжету Marvel «Гражданская война», сюжет стал рекламой новых серий, таких как Mighty Avengers, New Avengers и Omega Flight, а также преобразования команды «Громовержцы» Уорреном Эллисом.
Одиночный выпуск написан Брайаном Майклом Бендисом и Уорреном Эллисом и нарисован Марком Сильвестри. Его сосредоточенная вокруг Железного Человека история разделена на три части. В первой мутант Майкл Пойнтер (Коллектив), человек, убивший канадскую команду супергероев Отряд Альфа будучи под контролем существа, которого Магнето назвал Ксорном, получил возможность искупить свои действия. Вторая показала Громовержцев, суперзлодеев, работающих на правительство, преследующими незарегистрированных сверхлюдей. Третья и последняя показала встречу между Мисс Чудо, стойкой союзницы Железного Человека, и Женщины-Паука, одной из Тайных Мстителей Капитана Америки.
В дополнение к основной истории комикс включал рекламы других изданий, связанных с Гражданской войной: Iron Man, Captain America, Mighty Avengers, Omega Flight и Avengers: The Initiative.

## Сюжеты «Инициативы»
- Смерть Капитана Америки потрясает супергероев.
- Сформирована новая санкционированная правительством команда Мстителей — Могучие Мстители.
- Мистер Фантастик и Невидимая Леди временно оставляют Фантастическую четвёрку. Их заменяют Чёрная Пантера и Гроза. Здание Бакстера становится новым местом посольства Ваканды.
- Образовывается новая команда Новых Мстителей — незарегистрированных супергероев.
- Став новым директором, Железный человек реорганизовывает работу Щ.И.Т.а.
- Громовержцы становятся специальным отрядом правительства. В составе и руководстве команды также происходят изменения.
- Баки и Сокол разыскивают убийц Капитана Америки.
- Мисс Марвел получает от Железного человека собственный тактический отряд «Буря».
- Образована новая команда супергероев Канады — Отряд Омега.
- После обвинения в террористической атаке, Подводник разыскивает настоящих виновных.
- Создаётся нелегальная новая команда Новых Воинов из бывших мутантов.
- Каратель создаёт себе новый костюм, по образцу формы Капитана Америка, для борьбы с Торговцем Ненавистью.
- Лунный рыцарь хитростью получает лицензию супергероя.
- В Стэмфорде создаётся тренировочный центр для обучения молодых и/или неопытных сверхлюдей.
- Нова наносит визит домой, но обнаруживает, что Земля слишком сильно изменилась.
- В Калифорнии создаётся правительственная команда сверхлюдей, искусственно наделённых временными сверхсилами.

## Комиксы о последствиях Гражданской войны
Ниже следует список комиксов, носящих пометку «Инициатива»:
- Marvel Previews: Special Initiative Edition
- Civil War: Battle Damage Report (один выпуск)
- Civil War: The Confession (эпилог к Civil War #7)
- Fallen Son: The Death of Captain America #1-5
- Avengers: The Initiative #1-3
- Black Panther (том 4) #26-30
- Captain America (том 5) #25-30
- Daily Bugle: Civil War Aftermath
- Fantastic Four #544-550
- Iron Man (том 4) #15-18 «Тони Старк, директор ЩИТ»
- Marvel Spotlight: Civil War Aftermath
- Mighty Avengers #1-6
- Moon Knight (том 4) #11-13
- Ms. Marvel (том 2) #13-17
- New Avengers #27-31
- New Warriors (том 4) #1-8
- Nova (том 4) #2-3
- Omega Flight (минисерия из пяти выпусков)
- The Punisher War Journal (том 2) #6-11
- Sub-Mariner (том 2) (минисерия из шести выпусков)
- Thunderbolts #110-115 «Вера в монстров»
- The Order #1—4

## Имеют отношение, но не помечены
- Deadpool/GLI: Summer Fun
- Irredeemable Ant-Man #7-9
- She-Hulk #15-18

## Прочее
Комикс «Civil War: The Initiative» вышел в России в журнале «Marvel Команда» №96-97 под названием «Инициатива». New Avengers #27-31 также были изданы в №91-95 (сюжет «Революция»). Остальные сюжеты — во многих других журналах.